# Titus Ozon
Titus Ozon (Bucarest, 13 maggio 1927 – 24 novembre 1996) è stato un allenatore di calcio e calciatore rumeno, di ruolo attaccante.

## Carriera
Fu capocannoniere del campionato rumeno nel 1952 e nel 1953. Con la sua Nazionale prese parte ai Giochi Olimpici del 1952.

## Palmarès

### Giocatore

#### Competizioni internazionali
- Coppa dei Balcani: 1

Rapid Bucarest: 1963-1964